# Chikugo-Klasse
Die Chikugo-Klasse (japanisch ちくご型護衛艦) war eine Klasse von elf Geleitzerstörern (Fregatten) der japanischen Maritimen Selbstverteidigungsstreitkräfte (JMSDF), die von 1971 bis 2003 in Dienst stand.

## Allgemeines
Die Chikugo-Klasse, welche zur Sicherung der japanischen Küstengewässer konzipiert war, stellte eine Modifikation der Geleitzerstörer der Isuzu-Klasse da. Bei welchem der bisher verwendete Anti-U-Boot-Raketenwerfer für RUR-4 durch solch einen für RUR-5 ASROC ersetzt wurde, und die Position vom Vorschiff auf Mittschiffs verlegt wurde.

## Einheiten
| Kennung | Name             | Bauwerft          | Kiellegung         | Stapellauf         | Indienststellung  | Außerdienststellung |
| ------- | ---------------- | ----------------- | ------------------ | ------------------ | ----------------- | ------------------- |
| DE-215  | Chikugo (ちくご) | Mitsui, Tamano    | 9. Dezember 1968   | 13. Januar 1970    | 31. Juli 1971     | 15. April 1996      |
| DE-216  | Ayase (あやせ)   | Mitsubishi, Tokio | 5. Dezember 1969   | 16. September 1970 | 20. Mai 1971      | 1. August 1996      |
| DE-217  | Mikuma (みくま)  | Mitsui, Tamano    | 17. März 1970      | 16. Februar 1971   | 26. August 1971   | 8. Juli 1997        |
| DE-218  | Tokachi (とかち) | Mitsui, Tamano    | 11. Dezember 1970  | 25. November 1971  | 17. Mai 1972      | 15. April 1998      |
| DE-219  | Iwase (いわせ)   | Mitsui, Tamano    | 6. August 1971     | 29. Juni 1972      | 12. Dezember 1972 | 16. Oktober 1998    |
| DE-220  | Chitose (ちとせ) | Hitachi, Maizuru  | 7. Oktober 1971    | 25. Januar 1973    | 31. August 1973   | 13. April 1999      |
| DE-221  | Niyodo (によど)  | Mitsui, Tamano    | 20. September 1972 | 28. August 1973    | 28. Februar 1974  | 24. Juni 1999       |
| DE-222  | Teshio (てしお)  | Hitachi, Maizuru  | 11. Juli 1973      | 29. Mai 1974       | 10. Januar 1975   | 27. Juni 2000       |
| DE-223  | Yoshino (よしの) | Mitsui, Tamano    | 28. September 1973 | 22. August 1974    | 6. Februar 1975   | 15. Mai 2001        |
| DE-224  | Kumano (くまの)  | Hitachi, Maizuru  | 29. Mai 1974       | 24. Februar 1975   | 19. November 1975 | 18. Mai 2001        |
| DE-225  | Noshiro (のしろ) | Mitsui, Tamano    | 27. Januar 1976    | 23. Dezember 1976  | 30. Juni 1977     | 13. März 2003       |

## Technische Beschreibung

### Rumpf und Antrieb
Der Rumpf eines Zerstörers der Chikugo-Klasse war 93 Meter lang, 10,8 Meter breit und hat bei einer Verdrängung von 1500 Tonnen einen Tiefgang von 3,5 Metern.
Der Antrieb erfolgte durch zwei Dieselmotoren, mit einer Gesamtleistung von 17.000 PS (1.503 kW). Diese gaben die Leistung an zwei Wellen mit je einer Schraube weiter.

### Bewaffnung
Die Bewaffnung besteht aus zwei 76-mm-Geschützen in Kaliberlänge 50 in einem Mk.33 Doppelgeschützturm auf dem Vorschiff, einem Starter für Anti-U-Boot-Raketen des Typs RUR-5A ASROC Mittschiffs und einer Doppellafette für zwei 40-mm-Geschütze auf dem Achterdeck. Des Weiteren zwei Dreifachtorpedorohre vom Typ HOS-301 für Mark-46-Leichtgewichtstorpedos.